# Pull the Thorns from Your Heart
Pull the Thorns from Your Heart es el sexto álbum de estudio de la banda estadounidense de post-hardcore Senses Fail. Fue lanzado el 30 de junio de 2015 a través de Pure Noise Records y fue producido por Shaun Lopez.

## Antecedentes y promoción
Senses Fail lanzó su quinto álbum Renacer (2013) a través del sello Staple Records de Vagrant Records en marzo de 2013. Sirvió como un disco de transición para la banda, mostrándolos alejándose de un sonido orientado al pop hacia una dirección más pesada, incorporando riffs y rupturas de hardcore punk. Pocos meses después del lanzamiento del álbum, el vocalista Buddy Nielsen declaró que en el futuro explorarían una dirección "más metal, más hardcore, menos melódica". Mientras estaba de gira para promocionar el disco, Gavin Caswell asumió el puesto del bajista Jason Black. En enero de 2014, el baterista fundador Dan Trapp dejó la banda, lo que luego anunció públicamente en mayo. El mes siguiente, Chris Hornbrook de Poison the Well fue anunciado como su nuevo baterista. Nielsen estaba entusiasmado con la inclusión de Hornbrook, ya que Poison the Well fue una influencia en su crecimiento y una gran influencia en Renacer.
En septiembre y noviembre, el grupo realizó una gira del décimo aniversario de Let It Enfold You (2004). Durante su actuación en Riot Fest, la banda anunció que habían firmado con el sello independiente Pure Noise Records. El 10 de noviembre, la banda reveló el título de su próximo álbum Pull the Thorns from Your Heart, que comenzaron a grabar ese mismo día. Las sesiones estuvieron dirigidas por el productor Shaun López en Burbank, California. La batería se grabó en Lavish Studios, antes de trasladarse a The Airport Studios de López. Las grabaciones fueron mezcladas por Eric Stenman en Dragonfly Creek Recording en Malibu, California y Red Bull Studios en Los Ángeles, California. La masterización fue realizada por Eric Broyhill en Monster Lab Studios.

## Lanzamiento
El 29 de abril, se anunció el lanzamiento de Pull the Thorns from Your Heart en junio. Junto al anuncio, se lanzó un vídeo musical de "The Importance of the Moment of Death". El vídeo es una "representación mítica de cómo se nos puede quitar por la fuerza la inocencia cuando somos niños, dejándonos con demasiadas cosas demasiado pronto y sin las habilidades adecuadas para afrontar la situación".

## Lista de canciones
| I. Anicca & Sacca |                                |          |  |
| N.º               | Título                         | Duración |  |
| 1.                | «The Three Marks of Existence» | 1:52     |  |
| 2.                | «Carry the Weight»             | 4:06     |  |
| 3.                | «The Courage of an Open Heart» | 3:12     |  |

| II. Trisarana |               |          |  |
| N.º           | Título        | Duración |  |
| 4.            | «Wounds»      | 3:47     |  |
| 5.            | «Take Refuge» | 4:00     |  |
| 6.            | «Surrender»   | 5:14     |  |

| III. Maranasati |                                         |          |  |
| N.º             | Título                                  | Duración |  |
| 7.              | «Dying Words»                           | 2:48     |  |
| 8.              | «The Importance of the Moment of Death» | 2:34     |  |
| 9.              | «Pull the Thorns from Your Heart»       | 4:01     |  |

| IV. Brahmaviharas |                              |          |  |
| N.º               | Título                       | Duración |  |
| 10.               | «We Are All Returning Home»  | 4:00     |  |
| 11.               | «My Fear of an Unlived Life» | 6:00     |  |

## Posicionamiento en lista
| Lista (2015)                            | Posición |
| --------------------------------------- | -------- |
| Estados Unidos (Billboard 200)          | 109      |
| Estados Unidos (Top Alternative Albums) | 15       |
| Estados Unidos (Top Hard Rock Albums)   | 4        |
| Estados Unidos (Independent Albums)     | 8        |
| Estados Unidos (Top Rock Albums)        | 20       |

## Personal
Senses Fail
- Buddy Nielsen – cantante
- Dan Trapp – batería, percusión
- Gavin Caswell – guitarra, bajo